# Ortschaftsverfassung
Die Ortschaftsverfassung ist eine spezifische Form der kommunalen Selbstverwaltung in Deutschland, die es Gemeinden ermöglicht, eine zusätzliche Verwaltungsebene innerhalb ihrer Struktur zu etablieren. Sie basiert auf Artikel 28 Absatz 2 des Grundgesetzes, der den Gemeinden das Recht zur Selbstverwaltung garantiert. Jedes Bundesland hat eigene Gemeindeordnungen oder Kommunalverfassungsgesetze erlassen, die den rechtlichen Rahmen für die Organisation der Gemeinden und ihrer Untergliederungen festlegen. Innerhalb der Ortschaftsverfassung existieren zentrale Organe wie der Ortschaftsrat und der Ortsvorsteher, die für die Verwaltung und Entscheidungsfindung auf lokaler Ebene zuständig sind. Diese Struktur fördert die Bürgerbeteiligung, indem sie den Einwohnern ermöglicht, an Sitzungen teilzunehmen und Einfluss auf lokale Entscheidungen zu nehmen.

## Rechtliche Grundlagen
Die rechtliche Basis für Ortschaftsverfassungen findet sich zunächst im Grundgesetz für die Bundesrepublik Deutschland. Artikel 28 Abs. 2 GG garantiert den Gemeinden das Recht der kommunalen Selbstverwaltung. Dieses Recht umfasst die Befugnis, alle Angelegenheiten der örtlichen Gemeinschaft im Rahmen der Gesetze in eigener Verantwortung zu regeln.
Die konkrete Ausgestaltung der kommunalen Selbstverwaltung, einschließlich der Möglichkeit zur Einführung von Ortschaftsverfassungen, obliegt den Bundesländern. Jedes Bundesland hat eigene Gemeindeordnungen oder Kommunalverfassungsgesetze erlassen, die den rechtlichen Rahmen für die Organisation der Gemeinden und ihrer Untergliederungen setzen.
Ortschaften sind keine eigenständigen Gebietskörperschaften, sondern bleiben Teil der Gesamtgemeinde. Die Ortschaftsverfassung schafft lediglich eine zusätzliche Verwaltungsebene innerhalb der Gemeindestruktur.

## Organe und Funktionsweise
Die Ortschaftsverfassungen definieren spezifische Organe, die für die Verwaltung und Entscheidungsfindung innerhalb der Ortschaft zuständig sind. Die wichtigsten Organe sind:
- Ortschaftsrat: Der Ortschaftsrat ist das zentrale Gremium der Ortschaftsverfassung. Er wird von den Bürgern der Ortschaft gewählt und besteht aus mehreren Mitgliedern, deren Anzahl von der Größe der Ortschaft abhängt. Der Ortschaftsrat hat die Aufgabe, die Interessen der Ortschaft gegenüber der Gemeindevertretung zu vertreten und Entscheidungen über lokale Angelegenheiten zu treffen.[7]
- Ortsvorsteher: Der Ortsvorsteher ist der Vorsitzende des Ortschaftsrats und wird entweder direkt von den Bürgern gewählt oder vom Ortschaftsrat aus seinen Reihen bestimmt. Der Ortsvorsteher repräsentiert die Ortschaft nach außen und ist für die Umsetzung der Beschlüsse des Ortschaftsrats verantwortlich.

Die Funktionsweise der Ortschaftsverfassungen ist darauf ausgerichtet, den Bürgern eine direkte Beteiligung an der Verwaltung ihrer Ortschaft zu ermöglichen. Dies geschieht durch folgende Mechanismen:
- Bürgerbeteiligung: Die Einwohner der Ortschaft haben das Recht, an den Sitzungen des Ortschaftsrats teilzunehmen und ihre Anliegen vorzutragen. Dies fördert die Transparenz und ermöglicht es den Bürgern, Einfluss auf die Entscheidungen zu nehmen, die ihre Lebensumgebung betreffen.[8][9]
- Entscheidungsprozesse: Der Ortschaftsrat trifft Entscheidungen über Angelegenheiten, die die Ortschaft betreffen, wie zum Beispiel die Pflege öffentlicher Einrichtungen, die Organisation von Veranstaltungen oder die Verwaltung von Haushaltsmitteln, die der Ortschaft zugewiesen wurden.[7]
- Beratungsfunktion: Der Ortschaftsrat hat eine beratende Funktion gegenüber der Gemeindevertretung. Er kann Empfehlungen und Stellungnahmen zu Angelegenheiten abgeben, die die Ortschaft betreffen, und so Einfluss auf die Entscheidungen der Gemeinde nehmen.[7]

Die Ortschaftsverfassungen verfolgen mehrere Ziele, darunter:
- Stärkung der lokalen Demokratie: Durch die Schaffung von Ortschaftsräten und die Möglichkeit der Bürgerbeteiligung wird die lokale Demokratie gestärkt und die Bürgernähe der Verwaltung erhöht.[10]
- Effiziente Verwaltung: Die Ortschaftsverfassungen ermöglichen eine effizientere Verwaltung, da Entscheidungen auf einer lokalen Ebene getroffen werden können, die näher an den spezifischen Bedürfnissen der Ortschaft liegt.[11]
- Förderung des bürgerschaftlichen Engagements: Durch die aktive Einbindung der Bürger in die Entscheidungsprozesse wird das bürgerschaftliche Engagement gefördert und die Identifikation der Bürger mit ihrer Ortschaft gestärkt.[12][13]

## Verbreitung von Ortschaftsverfassungen
Die Ursprünge der Ortschaftsverfassungen lassen sich bis ins Mittelalter zurückverfolgen, als Städte und Gemeinden begannen, sich selbst zu verwalten, um ihre spezifischen Bedürfnisse und Interessen zu adressieren. Diese frühen Formen der Selbstverwaltung wurden oft durch königliche oder feudale Privilegien ermöglicht, die den Gemeinden bestimmte Rechte einräumten. Im Laufe der Jahrhunderte entwickelten sich diese Strukturen weiter und wurden formalisierter, insbesondere mit der Herausbildung von Nationalstaaten und der zunehmenden Bedeutung von Rechtsstaatlichkeit.
In Europa variiert die Verbreitung und Ausgestaltung von Ortschaftsverfassungen erheblich, abhängig von den jeweiligen nationalen Traditionen und rechtlichen Rahmenbedingungen. In Deutschland beispielsweise sind die Gemeindeordnungen von Bundesland zu Bundesland unterschiedlich, da die Bundesländer gemäß dem Grundgesetz das Recht haben, ihre eigenen kommunalen Verwaltungsstrukturen zu gestalten. Diese Ordnungen legen fest, wie Gemeinden organisiert sind, welche Aufgaben sie übernehmen und wie sie finanziert werden. In Frankreich hingegen ist das System zentralistischer, mit einer stärkeren Kontrolle durch die nationale Regierung. Dennoch haben auch dort die Gemeinden eine gewisse Autonomie, insbesondere seit der Dezentralisierungsreform der 1980er-Jahre, die den lokalen Gebietskörperschaften mehr Befugnisse verlieh.
In der heutigen Zeit sind Ortschaftsverfassungen einem ständigen Wandel unterworfen, um den sich verändernden gesellschaftlichen, wirtschaftlichen und politischen Bedingungen gerecht zu werden. Globalisierung, Urbanisierung und der demografische Wandel stellen neue Herausforderungen an die lokale Verwaltung, die durch Reformen in den Ortschaftsverfassungen adressiert werden müssen. Zudem spielen digitale Technologien eine immer wichtigere Rolle in der Verwaltung, was zu einer Modernisierung und Effizienzsteigerung der kommunalen Dienstleistungen führen kann.
Ortschaftsverfassungen sind entscheidend für die demokratische Teilhabe der Bürger und die effiziente Verwaltung von Gemeinden. Sie ermöglichen es den Bürgern, aktiv an der Gestaltung ihrer Lebensumgebung teilzunehmen und tragen zur Stärkung der lokalen Demokratie bei. Allerdings stehen sie auch vor Herausforderungen, wie der Notwendigkeit, die Balance zwischen lokaler Autonomie und nationaler Einheit zu wahren, sowie der Sicherstellung von Transparenz und Rechenschaftspflicht in der lokalen Verwaltung.

## Vor- und Nachteile von Ortschaftsverfassungen
- Vorteile von Ortschaftsverfassungen:
  - Bürgernähe und Partizipation: Ortschaftsverfassungen fördern die Bürgernähe, indem sie den Einwohnern einer Gemeinde oder eines Stadtteils die Möglichkeit geben, sich aktiv an der lokalen Politik zu beteiligen. Dies kann die demokratische Legitimation von Entscheidungen erhöhen, da sie auf breiterer öffentlicher Zustimmung basieren.[7]
  - Lokale Expertise: Die Beteiligung von Ortsvorstehern und Ortsbeiräten, die oft aus der Mitte der Gemeinschaft kommen, bringt lokales Wissen und spezifische Bedürfnisse in die Entscheidungsprozesse ein. Dies kann zu maßgeschneiderten Lösungen führen, die besser auf die lokalen Gegebenheiten abgestimmt sind.
  - Schnellere Entscheidungsfindung: Durch die Dezentralisierung der Entscheidungsprozesse können Entscheidungen oft schneller getroffen werden, da sie nicht durch die gesamte Verwaltungshierarchie einer größeren Kommune gehen müssen.
  - Stärkung der Identität: Ortschaftsverfassungen können die lokale Identität und den Gemeinschaftssinn stärken, da sich die Bürger stärker mit ihrer unmittelbaren Umgebung identifizieren und engagieren.[7]

- Nachteile von Ortschaftsverfassungen:
  - Fragmentierung der Verwaltung: Eine mögliche Fragmentierung der Verwaltungsstrukturen kann zu Ineffizienzen führen. Unterschiedliche Ortschaften könnten unterschiedliche Prioritäten setzen, was die Koordination auf höherer Ebene erschwert.[21]
  - Ungleiche Ressourcenverteilung: Kleinere oder weniger wohlhabende Ortschaften könnten Schwierigkeiten haben, ausreichende Ressourcen für ihre Verwaltung und Projekte zu mobilisieren, was zu Ungleichheiten innerhalb einer größeren Gemeinde führen kann.[7]
  - Konflikte zwischen Ebenen: Es besteht das Risiko von Konflikten zwischen der zentralen Gemeindeverwaltung und den Ortschaften, insbesondere wenn es um die Verteilung von Mitteln oder die Priorisierung von Projekten geht.[7]
  - Kosten: Die Einrichtung und der Betrieb von Ortschaftsverfassungen können zusätzliche Kosten verursachen, die von der Gemeinde getragen werden müssen. Dies kann insbesondere für kleinere Gemeinden eine finanzielle Belastung darstellen.[7]

## Alternativen zu Ortschaftsverfassungen
- Kommunalverfassungen ohne Ortschaftsverfassung: Einige Gemeinden entscheiden sich dafür, ganz auf eine Ortschaftsverfassung zu verzichten und stattdessen eine einheitliche Kommunalverfassung zu nutzen. In solchen Fällen wird die Gemeinde direkt von einem Gemeinderat oder Stadtrat verwaltet, ohne dass es separate Ortschaftsräte oder Ortsvorsteher gibt. Diese Struktur kann die Verwaltung vereinfachen und die Entscheidungsfindung beschleunigen, da weniger Gremien beteiligt sind.
- Regionalisierung: Die Regionalisierung ist ein Ansatz, bei dem mehrere Gemeinden oder Ortschaften ihre Verwaltungsaufgaben bündeln und gemeinsam verwalten. Dies kann durch die Bildung von Zweckverbänden oder interkommunalen Kooperationen geschehen. Ziel ist es, durch die gemeinsame Nutzung von Ressourcen und Infrastruktur Kosten zu sparen und die Effizienz zu steigern. Regionalisierung kann auch dazu beitragen, die politische und wirtschaftliche Bedeutung einer Region zu stärken.[22][23][24][25]
- Funktionale Dezentralisierung: Bei der funktionalen Dezentralisierung werden bestimmte Aufgaben und Kompetenzen von der zentralen Verwaltung auf lokale Einheiten übertragen. Dies kann innerhalb einer Gemeinde geschehen, indem verschiedene Abteilungen oder Ämter spezifische Aufgaben übernehmen, oder durch die Schaffung spezialisierter Agenturen oder Körperschaften, die bestimmte Dienstleistungen erbringen. Diese Struktur ermöglicht eine flexiblere und spezialisierte Verwaltung.[26][27][28]
- Bürgerbeteiligungsmodelle: Ein weiterer Ansatz besteht darin, die Bürgerbeteiligung in der kommunalen Verwaltung zu stärken. Dies kann durch die Einrichtung von Bürgerforen, Bürgerräten oder durch direkte Demokratieinstrumente wie Bürgerentscheide geschehen. Solche Modelle fördern die direkte Mitwirkung der Bürger an Entscheidungsprozessen und können die Transparenz und Akzeptanz von Verwaltungsentscheidungen erhöhen.
- Private-Public-Partnerships (PPP): Private-Public-Partnerships sind Kooperationen zwischen öffentlichen Verwaltungen und privaten Unternehmen zur Erbringung öffentlicher Dienstleistungen. In diesem Modell übernimmt der private Partner bestimmte Aufgaben oder Projekte, während die öffentliche Hand die Aufsicht behält. PPP können Innovationen fördern und finanzielle Ressourcen mobilisieren, um kommunale Projekte effizient umzusetzen.